# Cladochaeta howdeni
Cladochaeta howdeni är en tvåvingeart som beskrevs av David Grimaldi och Nguyen 1999. Cladochaeta howdeni ingår i släktet Cladochaeta och familjen daggflugor.
Artens utbredningsområde är Jamaica. Inga underarter finns listade i Catalogue of Life.